# Gallura
La Gallura est une région historique et géographique du nord-est de la Sardaigne, située autour des villes d'Olbia et de Tempio Pausania, où l'on parle une variante du corse, le gallurese (ou gallurais).
Ses paysages sont marqués par le granite et le chêne-liège. Le tourisme s'est développé sur les côtes : La Maddalena, Palau, Porto Cervo, Porto Rotondo et Santa Teresa Gallura en sont les destinations principales, connues internationalement sous le nom de Costa Smeralda (Côte d'Émeraude). 

## Historique
La Gallura a fait partie d'un judicat autonome au Moyen Âge, avec comme capitale Civita (l'actuelle Olbia) qui aurait été créée par le légendaire Inerio vers 687. Le Judicat de Gallura  est uni à celui du Judicat de Logudoro en 1238, mais il redevient indépendant en 1257 avec Chiano Visconti de Pise. Au début du XIVe siècle, la famille Doria de Gènes s'en rend maître. Les Visconti de Milan proclament les droits qu'ils prétendent tenir en qualité d'héritiers de Giovanna Visconti la dernière Juge héréditaire mais ils doivent les céder au royaume d'Aragon en 1447.
Entre le XVe et XVIe siècles, une forte immigration en provenance de Corse a profondément modifié la société, ce qui explique sa spécificité culturelle actuelle par rapport au reste de la Sardaigne[Laquelle ?].